# Pedro Arrupe
Pedro Arrupe Gondra (Bilbao, 14. studenoga 1907. ‒ Rim, 5. veljače 1991.), španjolski katolički svećenik baskijskoga podrijetla, isusovac, general Družbe Isusove od 1965. do 1983. godine.

## Rani život
Rodio se kao najmlađi i jedini sin u religioznoj obitelji s petero djece, u baskijskom gradu Bilbau. Otac mu je bio arhitekt, tenor i štovatelj Srca Isusova. Majka mu je bila pobožna. Umrla je kada mu je bilo deset godina, a osam godina kasnije umire i otac baš u trenutku kada je procesija Srca Isusova prolazila ispod njegova prozora.

## Školovanje
Studira medicinu u Valladolidu i Madridu. Tijekom treće godine studija doživio je osobnu krizu u kojoj odlazi sa sestrama na hodočašće u Lourdes, gdje je kao student medicine imao dopuštenje pregledavati bolesnike. U srpnju 1926. svjedočio je trima izvanrednim ozdravljenjima te ga je cjelokupno iskustvo Lourdesa potaklo na pridruživanje isusovcima.
S dvadeset godina stupa, 15. siječnja 1927., u novicijat Družbe Isusove u Loyoli. Nakon izgona isusovaca iz Španjolske 1932. nastavlja studij filozofije i teologije u Belgiji i Nizozemskoj gdje je 1936. zaređen za svećenika. Godinu dana nakon toga odlazi u Ameriku na dvogodišnju specijalizaciju u medicini i psihijatriji. Po završetku specijalizacije odlazi 1938. u Japan, zemlju svojih snova još iz mladih dana, u kojoj će ostati sve do 1965., kada je na 31. generalnoj kongregaciji izabran za generala Družbe Isusove.

## Djelovanje
1938. došavši u Japan obavljao je razne dužnosti. Najprije je radio u siromašnim tokijskim četvrtima, zatim je bio župnik u Ubeu i Yamaguchiju, a tek kasnije radi kao učitelj isusovačkih novaka u Nagatsukiju. Ondje je doživio i atomsku bombu. Postaje superiorom, viceprovincijalom i provincijalom u Japanu. Vodi Družbu temperamentno u burnim pokoncilskim vremenima punih šesnaest godina sve do 1981. kada je doživio moždani udar. Prikovan za krevet punih deset godina, umro je 1991. u 84. godini života uoči blagdana japanskih mučenika.

## Doprinosi
Arrupe je prije svega bio čovjek Drugoga vatikanskog sabora, bio je njegov aktivni provoditelj. Prvo što je poduzeo primjenjujući Koncil bilo je provođenje velike sociološke, kulturne i pastoralne ankete u duhu koncilske obnove. Počeo je promicati ekonomska nastojanja unutar Družbe. Zauzimao se za pravdu, najprije rasnu (u SAD-u), kasnije i za društvenu. Njegova pisma, govori i konferencije pokrenule su u Družbi novi duh te su kao takve imale utjecaja i na Crkvu u cjelini.

## Vanjske poveznice
- (šp.) Biografía, Fotos del Padre Arrupe  Arhivirana inačica izvorne stranice od 22. ožujka 2007. (Wayback Machine)
- (šp.) Vocaciones Jesuitas